# Толкование сновидений (Фрейд)
«Толкование сновидений» (нем. Die Traumdeutung) — первая крупная монографическая работа Зигмунда Фрейда. Первый тираж вышел в свет в 1900 году и долгое время не находил покупателей. В этом трактате Фрейд впервые разъяснил такое ключевое понятие психоанализа, как бессознательное. Вместе с работами «Психопатология обыденной жизни» (1901) и «Остроумие и его отношение к бессознательному» (1905) «Толкование сновидений» образует своего рода трилогию, иллюстрирующую проявления бессознательного в повседневной жизни людей:

Толкование сновидений есть Via Regia к познанию бессознательного, самое определённое основание психоанализа и та область, в которой всякий исследователь приобретает свою убеждённость и своё образование. Когда меня спрашивают, как можно стать психоаналитиком, я всегда отвечаю: с помощью изучения своих собственных сновидений.— З. Фрейд. «О психоанализе»
Основные положения теории сновидений Фрейда:
- Сновидение — это искажённый заместитель чего-то другого, бессознательного; кроме явного сновидения существует бессознательное скрытое сновидение, которое и проявляется в сознании в виде явного сновидения. Содержание бессознательного — вытесненные желания.
- Функция сновидений — оберегать сон. Сновидение — это компромисс между потребностью во сне и стремящимися нарушить его бессознательными желаниями; галлюцинаторное исполнение желаний, функция которого — оберегать сон.
- Сновидения проходят обработку: превращение мыслей в зрительные образы; сгущение; смещение; вторичную обработку. Позднее Фрейд добавил к этим процессам замену скрытого содержания символами.

«Толкование сновидений» — первая работа, познакомившая со взглядами Фрейда русских читателей. Первое русское издание появилось уже в 1913 году. На протяжении своей жизни Фрейд периодически пересматривал и дополнял первое издание. Его теория сновидений в скорректированном виде была изложена в «Лекциях по введению в психоанализ» (1916—1917) и подверглась новому пересмотру в «Продолжении лекций по введению в психоанализ» (1933).

## Рождение теории
Теория сновидений Зигмунда Фрейда представляет собой приложение идей и методов психоанализа к проблеме сновидения. Фундаментальная для этой теории идея о том, что сновидение представляет собой код, шифр, в виде которого находят своё удовлетворение скрытые желания, пришла к Фрейду вечером в четверг, 24 июля 1895 года, в северо-восточном углу террасы одного венского ресторана. Фрейд придавал своему открытию исключительное значение. Он в шутку говорил потом, что на этом месте следовало бы прибить табличку: «Здесь доктором Фрейдом была раскрыта тайна сновидений».

## Метод толкования сновидений
Метод, которым Фрейд пользовался для толкования сновидений, таков: после того, как ему сообщали содержание сновидения, Фрейд начинал задавать об отдельных элементах (образы, слова) этого сновидения один и тот же вопрос: что рассказчику приходит в голову относительно этого элемента, когда он думает о нём? От человека требовалось сообщать все мысли, которые приходят ему в голову, невзирая на то, что некоторые из них могут казаться нелепыми, не относящимися к делу или непристойными.
Обоснование этого метода состоит в том, что психические процессы строго детерминированы, и если человеку, когда его просят сказать, что приходит ему в голову относительно данного элемента сновидения, приходит в голову некая мысль, эта мысль никак не может быть случайной; она непременно будет связана с данным элементом. Таким образом, психоаналитик не толкует сам чьё-то сновидение, но скорее помогает в этом сновидцу.

## Смысл сна
Чтобы понять природу сновидений, появляющихся в состоянии сна, прежде всего следует уяснить смысл самого сна, его назначение. «Психологической целью сна, — пишет Фрейд, — является, по-видимому, отдых; его психологическим признаком — потеря интереса к внешнему миру»: «мы временно возвращаемся в состояние, в котором находились до появления на свет, то есть в состояние внутриутробного существования. По крайней мере, мы создаём себе условия, совершенно сходные с теми, какие были тогда: тепло, темно, и ничто не раздражает».

## Смысл сновидений

### Фундаментальное положение
Первое предположение, которое возникает в ответ на вопрос о происхождении сновидений, состоит в том, что сновидение — реакция души на внешние или соматические раздражители, которые действуют на спящего. Однако непонятно, почему эти раздражители (например, звуки, которые слышит спящий) обычно сами не возникают в сновидении, а проявляются в совсем другом обличии. Кроме того, в сновидении присутствуют и другие элементы, не связанные по содержанию с внешними или соматическими раздражителями.
Поскольку внешние и соматические раздражители не могут объяснить всего в сновидении, Фрейд выдвигает следующее фундаментальное положение: сознательное сновидение — это «искажённый заместитель чего-то другого, бессознательного». Кроме явного сновидения существует бессознательное скрытое сновидение, которое проявляется в сознании в виде явного сновидения. Иначе говоря: кроме внешних и соматических раздражителей, есть ещё раздражители, имеющие психическую, хотя и бессознательную природу, которые воздействуют на спящего человека, порождая в его сознании сновидения.

### Скрытое сновидение
Бессознательные психические раздражители (скрытое сновидение) делятся на две группы.
Часть скрытого сновидения — это дневные впечатления (воспринимаемые образы, обдумываемые мысли, переживания), которые человек днём, в бодрствующем состоянии, полностью осознаёт, когда они актуально переживаются (сознательное), или актуально не осознаёт, но может свободно вспомнить (предсознательное). Остатки, обрывки этих дневных впечатлений проявляются в сновидении.
Другая — главная — часть скрытого сновидения находится в бессознательном (в узком смысле этого слова) — в той сфере психики, где обитают бессознательные желания. Содержания бессознательного, в отличие от содержаний предсознательного, человек не может осознать по своему желанию. То, что приходит в сновидение из предсознательного, и то, что приходит из бессознательного, различаются следующим образом. Если из дневной душевной жизни в сновидение может попасть всё из того, что днём переживается человеком — образы, желания, намерения, рассуждения и т. п., — то из бессознательного в сновидения приходят только скрытые желания, ибо там находятся только скрытые желания. Днём эти желания вытесняются, не допускаются в сознание особой инстанцией (цензура сновидения, или — в терминах более поздней модели Фрейда — Сверх-Я). Ночью же, когда человек неподвижен и физически не способен осуществить вытесняемые желания, деятельность цензуры ослабевает, что позволяет сэкономить психическую энергию, затрачиваемую на вытеснение; бессознательные желания же получают лазейку, через которую могут проникнуть в сознание, то есть в сновидение.
Бессознательные, вытесненные желания — это желания, неприемлемые «в этическом, эстетическом, социальном отношении». Эти желания эгоистичны. Это:
- сексуальные желания (в том числе — и в особенности — запрещаемые этическими и общественными нормами — например, инцест);
- ненависть. «Мстительные желания смерти к самым близким и любимым в действительности лицам, как то: родителям, братьям, сёстрам, супругу, супруге, собственным детям — явление самое обычное в сновидении. Кажется, что все эти отвергнутые цензурой желания исходят из какого-то ада, и никакую цензуру мы не считаем достаточно строгой, когда в состоянии бодрствования знакомимся с толкованием таких сновидений»[3].

Бессознательные желания, облачаясь во фрагменты дневных впечатлений, используя их как материал, появляются в сновидении. Именно бессознательное желание является активной, движущей силой скрытого сновидения, проталкивающей его в явное сновидение; оно «отдаёт психическую энергию для образования сновидения»; оно — «собственно, создатель сновидения».

### Явное сновидение
Однако нетрудно заметить, что нам снятся не сами наши желания, но галлюцинаторное исполнение желаний, то есть мы видим наши желания исполнившимися в образной форме (с использованием материала дневных впечатлений), как будто наяву.
Объяснить этот факт помогает следующий фундаментальный тезис Фрейда: функция сновидений — оберегать сон. Сновидение позволяет нуждающемуся во сне организму продолжать спать, защищая его сон от всех раздражений, которые могли бы прервать его. Именно этим объясняется преображение раздражителей, таких как звонок будильника, попадающих в сновидение — сновидение защищает сон от этого звонка, который должен был бы прервать его. Точно так же и бессознательное психическое раздражение — желание, прорвавшееся в сновидение, — должно было бы разбудить человека — ведь для того, чтобы осуществить это желание, человек должен был бы проснуться и действовать. Но сновидение, представляя желание осуществившимся, позволяет продолжать спать. Таким образом, сновидение — это компромисс между потребностью в сне и стремящимся нарушить его желанием, галлюцинаторное исполнение желаний, функция которого — оберегать сон.

## Деятельность сновидения
В простейшей форме сновидение предстаёт у маленьких детей и в части случаев у взрослых. Это ничем не замаскированное галлюцинаторное исполнение желаний:

22-месячный ребёнок, поздравляя, должен преподнести корзинку черешен. Он делает это с явным неудовольствием, хотя ему обещают, что и он получит несколько черешен. На следующее утро он рассказывает свой сон: Ге(р)манн съел все черешни.

или выражение удовлетворения актуальных соматических потребностей, например когда спящий, страдающий от жажды, видит во сне, как он пьет.
Но сновидения далеко не всегда воплощают исполнение желаний в такой явной форме, как детские и простейшие взрослые сновидения. Обычно желания воплощаются в сновидении в настолько искажённом виде, что требуется применение специальных психоаналитических приёмов для того, чтобы выявить эти желания в сновидении.
Дело в том, что скрытые сновидения, прежде чем появиться в сознании спящего в виде явных сновидений, проходят особую обработку (деятельность сновидения). Эта деятельность включает в себя два этапа:
1. Сгущение.
2. Смещение.

В более поздних «Лекциях по введению в психоанализ» (1915—1917) данная схема была пересмотрена и включала в себя уже четыре стадии:
1. Превращение мыслей в зрительные образы.
2. Сгущение.
3. Смещение.
4. Вторичная обработка.

### Превращение мыслей в образы
Первое превращение, которое происходит благодаря работе сновидения, — это превращение мыслей в зрительные образы. Эта операция очень сложна, так как требует изображения абстрактных отношений, которые содержатся в мыслях, в виде конкретного, которое только и может содержаться в образах. Логические элементы, те, что в речи выражаются абстрактными понятиями и логическими союзами, при этом выпадают, и при толковании сновидения их приходится восстанавливать. Представим себе, говорит Фрейд, что мы хотим заменить газетную статью рядом иллюстраций. Те слова в этой статье, которые относятся к конкретным людям и конкретным предметам, заменить будет нетрудно, но гораздо сложнее будет проделать это с абстрактными словами и всеми частями речи, выражающими логические отношения (частицы, союзы и т. п.). Здесь можно попытаться заменить абстрактные слова их более конкретными аналогами, от которых эти абстрактные слова часто и происходят. «Вы будете поэтому рады, если сможете изобразить „обладание“ (Besitzen) объектом в виде действительного, материального сидения (Daraufsitzen) на нём».

### Цензура сновидения
Следующие два превращения скрытого сновидения осуществляются цензурой сновидения. Та же самая инстанция, которая днём не пропускает этически, эстетически или социально неприемлемые желания в сознание, ночью хотя и пропускает их, но при этом искажает до неузнаваемости.

#### Сгущение
Первый механизм цензуры — сгущение. Действие сгущения проявляется в том, что несколько элементов скрытого сновидения в явном сновидении воплощаются в одном элементе.

Вы без труда вспомните, как случалось в ваших собственных сновидениях, что несколько различных лиц сгущаются в одно. Такое «смешанное лицо» похоже, например, на А, но одето, как В, совершает какое-нибудь действие, какое, помнится, делал С, и при этом ещё каким-то образом знаешь, что лицо это есть D.

Кроме того, некоторые из элементов скрытого сновидения могут вовсе не отразиться в явном сновидении. Это также относится к действию сгущения в широком смысле этого термина.

#### Смещение
Второй механизм цензуры — смещение. Работа этого механизма выражается в замене элемента скрытого сновидения намёком.

Кому-то снится, что он извлекает из-под кровати одну известную ему даму. Первая же пришедшая ему в голову мысль открывает смысл этого элемента сновидения. Он означает: он отдаёт предпочтение этой даме.

Другому снится: его брат застрял в ящике. Первая возникшая мысль заменяет слово ящик словом шкаф (Schrank), вторая даёт уже толкование: брат ограничивает себя (schränkt sich ein).

Кроме того, этот механизм может производить смещение акцента с одних элементов сновидения на другие, так что наиболее важные элементы скрытого сновидения оказываются почти незаметными в явном сновидении, и наоборот.

### Вторичная обработка
Четвёртое превращение, претерпеваемое скрытым сновидением — результат вторичной обработки. Вторичная обработка связывает явное сновидение в более или менее осмысленное целое — ведь механизмы, превращающие скрытое сновидение в явное, работают с каждым элементом скрытого сновидения отдельно, поэтому связи, которые в скрытом сновидении были между его элементами, разрушаются. Вторичная обработка не имеет отношения к скрытому сновидению, она просто приводит в порядок, приглаживает получившееся явное сновидение, придаёт ему видимость осмысленности. Последующее толкование сновидения этим только затрудняется, так как результат имеет лишь видимость осмысленности, — истинный смысл сновидения нужно искать в скрытом сновидении.

## Позднейшие дополнения
В последующих изданиях «Толкования сновидений» Фрейд прибавил к видам обработки сновидений символы, которые замещают в явном сновидении его скрытые элементы. Эта часть теории сновидений была разработана Фрейдом под влиянием взглядов Вильгельма Штекеля и впоследствии подверглась жёсткой критике со стороны психоаналитиков нового поколения. Впрочем, отдельные положения своего коллеги ставил под сомнение и сам Фрейд, который, в частности, признал малодоказательным утверждение о том, что фигурирующие в сновидениях цифры и числа всегда имеют «вполне определённые символические значения». По мнению Фрейда, это было справедливо лишь в отдельных случаях.
Согласно Штекелю, символы, в отличие от обычных элементов явного сновидения, имеют всеобщее (одно и то же для разных людей) и устойчивое значение. Они встречаются не только в сновидениях, но и в сказках, мифах, обыденной речи, поэтическом языке. Число предметов, изображаемых в сновидениях символами, ограниченно.

### Толкование отдельных символов
- Человек. Символ человека в целом — дом. «Дома с совершенно гладкими стенами изображают мужчин, а имеющие балконы и другие выдающиеся части, за которые можно ухватиться, — женщин»[10]. Кроме того, женщин могут символизировать и столы — «вследствие контраста их ровной поверхности с рельефностью женского тела»[11]. Сюжет, связанный с подъёмом или спуском по стене дома, в свою очередь, изображает «карабканье детей по телу родителей»[11].
- Родители. Символы родителей — «император и императрица, король и королева или другие высокопоставленные лица»[10]. Принц и принцесса в таких сюжетах изображают самого сновидца[11]. В отдельных случаях символом отца может служить разбойник[12].
- Дети, братья, сёстры. Дети, братья и сестры символизируются маленькими зверенышами, паразитами[10].
- Рождение и роды. «Роды почти регулярно изображаются каким-нибудь отношением к воде; или бросаются в воду или вылезают из неё, спасают кого-нибудь из воды или кто-нибудь спасает из воды самого видевшего сон, что указывает на материнское отношение к этому лицу»[10]. Такое же значение имеют сюжеты, связанные с «прохождением по узким улицам» (особенно если это вызывает страх)[13].
- Смерть. Символ смерти — отъезд, поездка по железной дороге, поезд[14].
- Нагота. Символ наготы — одежда вообще и форменная одежда в частности[14].
- Половые органы вообще изображаются в сновидениях в виде различных машин и аппаратов[11]. Кроме того, к их символам относятся «многие ландшафты, особенно такие, где имеются мосты или горы, поросшие лесом»[11]. «Бывают сновидения о местностях и ландшафтах, о которых спящий ещё в самом сновидении утверждает категорически: „Там я уже был когда-то!“ Эта местность всегда — половая сфера матери»[15].
- Мужские половые органы. Многообразны символы мужских гениталий: это число 3[16]; предметы, похожие на половой член по форме — палки, зонты, шесты, деревья и т. п.[16]; предметы, имеющие способность проникать внутрь и ранить — ножи, кинжалы, копья, сабли, огнестрельное оружие (ружья, пистолеты, револьвер)[16]; предметы, из которых льется вода — водопроводные краны, лейки, фонтаны[16]; предметы, обладающие способностью вытягиваться в длину — висячие лампы, выдвигающиеся карандаши и т. д.[16]; инструменты — пилочки для ногтей, молотки и т. п.[16]; предметы, имеющие способность подниматься — воздушный шар, аэроплан[16]; менее понятны причины, по которым мужскими сексуальными символами стали некоторые пресмыкающиеся и рыбы, прежде всего змеи, а также шляпа и пальто[17]; кроме того, мужской половой орган может символизироваться каким-нибудь другим органом — ногой или рукой[17].
- Женские половые органы. Символами женских половых органов выступают предметы, имеющие свойство «ограничивать полое пространство, способное быть чем-нибудь заполненным» — шахты, копи и пещеры, сосуды и бутылки, коробки, табакерки, чемоданы, банки, ящики, карманы и т. д.[17]

- Матка. «Некоторые символы скорей относятся к матке, чем к гениталиям женщины, например: шкафы, печи и, главным образом, комнаты. Символика комнаты соприкасается здесь с символикой дома. Двери и ворота приобретают, в свою очередь, значение символов половых отверстий. Но и материалы также могут быть символами женщины, так же как и предметы, сделанные из этого материала, как то: стол и книга. Из числа животных можно указать как на несомненные женские символы на улитку и раковину, из числа частей тела на рот, как образ полового отверстия, из строений на церковь и капеллу».

- Формы удовлетворения полового влечения. Символами полового акта, как правило, выступают подъём или спуск по лестнице (это связано как с «ритмическим характером обоих процедур»[19], так и с половым возбуждением, которое может возникнуть у детей, когда они съезжают по перилам[20]), проникновение в тесные помещения, отпирание закрытых дверей[21], а также процесс раздавливания[22], танцы, верховая езда, ремесленные работы и угрозы оружием[23]. «Возня с маленьким ребёнком, физическое наказание его» обычно символизируют акт мастурбации[9], равно как и любая игра, скольжение или скатывание, срывание ветки[23]. Иногда в сновидениях о мастурбации фигурирует символика выпадения или вырывания зуба, что обозначает «кастрацию в наказание за онанизм»[23].

Символы — единственные элементы сновидений, которые могут быть истолкованы аналитиком без помощи сновидца, ибо они имеют постоянное, универсальное значение, которое не зависит от того, в чьём именно сновидении эти символы появляются.

## В кинематографе
- «Толкование сновидений» (1990) — документальный фильм советско-австрийского производства, освещающий содержание одноимённой работы Фрейда.